# Арена Омск
Арена Омск (рус. Арена Омск), вишенаменска је арена у Омску, Русија. Отворена је 2007. године и има капацитет за око 10.318 људи. Пре свега се користи за утакмице хокеја на леду, а домаћи је терен ХК Авангард, који игра у Континенталној хокејашкој лиги.